# EXTRA 108
Radio Extra 108, ook wel EXTRA 108 genoemd, was een lokaal radiostation uit Amsterdam dat tussen juni 1989 en februari 1992 dagelijks tussen 9.00 en 21.00 uur uitzond op de 107,9 MHz op de FM-band en op 105,5 MHz op het kabelnet van Amsterdam. De uitzendingen vonden plaats onder verantwoordelijkheid van de vergunninghouder SALTO.

## Geschiedenis
EXTRA 108 kwam voort uit W.A.P.S. (Wave Amsterdam Power Sound). Dit station was ooit door Peter Duijkersloot van platenzaak Rhythm Import gestart als piratenstation ter promotie van zijn platenzaak. Er werd daarom veel dance import gedraaid.
W.A.P.S. kreeg later als een van de eerste ex-piraten een legale status en mocht onder verantwoordelijkheid van de toenmalige vergunninghouder SALTO dagelijks 12 uur programma's verzorgen van 9.00 - 21.00 uur. Deze uitzendingen werden verricht onder de verantwoordelijkheid van de Stichting W.A.P.S. Radio. De uitzendingen werden verzorgd vanuit de studio die gevestigd was op de bovenste verdieping van een kantoorpand aan de Frederik Hendrikstraat in Amsterdam.
Aangezien het niet toegestaan was om reclame uit te zenden, en W.A.P.S. zelfs aan Salto een vergoeding van Fl 7,50 per uur moest betalen, probeerde men op andere wijze inkomsten te genereren. Naast de Stichting W.A.P.S. Radio werd daarom ook de Stichting W.A.P.S. Magazine opgericht. Deze stichting had tot doel om een maandelijks magazine uit te geven waarin advertenties waren opgenomen. Het was de bedoeling om met de inkomsten die met deze advertenties gegenereerd werden ook de radio-uitzendingen te financieren. Op de radio werd het blad gepromoot en in het blad werd de radio gepromoot. Het magazine werd gedrukt door de drukkerij van De Telegraaf.
Begin 1989 bleek dat De Telegraaf gedurende vele maanden geen facturen had gestuurd aan de Stichting W.A.P.S. Magazine. Het toenmalige bestuur van de stichting leefde ten onrechte in de veronderstelling dat de stichting financieel gezond was. Toen het bestuur geconfronteerd werd met de nog openstaande facturen bleek dat hierdoor ook de radio-uitzendingen in gevaar kwamen. Er werd een oplossing gezocht om de kosten te drukken. Men kwam in contact met Ferry van Beek, eigenaar van B&M Produkties in Amsterdam producent van jingles en commercials.  Door de studio te verhuizen naar het pand van B&M Produkties op het Zeeburgerpad in Amsterdam werd de zo noodzakelijke kostenbesparing gevonden. 
Stichting W.A.P.S Magazine en Stichting W.A.P.S Radio kregen een nieuw bestuur bestaande uit dezelfde personen. Stichting W.A.P.S. Magazine bleek niet meer levensvatbaar en het nieuwe bestuur besloot om de stichting op te heffen. Het opheffen van de stichting en het feit dat de openstaande facturen van De Telegraaf niet betaald konden worden zorgde voor een gespannen verhouding tussen de overgebleven Stichting W.A.P.S Radio en De Telegraaf. Het feit dat De Telegraaf had geprobeerd om de schuld van de Stichting W.A.P.S. Magazine om te zetten in invloed bij de Stichting W.A.P.S. Radio viel niet in goede aarde bij het nieuwe bestuur.
Het dance format van W.A.P.S. Radio bleek niet aantrekkelijk genoeg om sponsors te vinden. Daarom werd in maart 1989 besloten tot een format- en naamswijziging. Met ingang van 1 april 1989 werd het station omgedoopt tot EXTRA 108 met een strak CHR format.
Ook EXTRA 108 kende het probleem van het financieren van de uitzendingen. Hiervoor werd echter een creatieve oplossing gevonden. Hoewel het niet toegestaan was om commercials uit te zenden, was het wel mogelijk om spots uit te zenden met het oogmerk van personeelswerving. De toenemende populariteit van het station zorgde ervoor dat bedrijven zoals Albert Heijn, Domino's Pizza, Nescafé, Edison Tapijt, Politie Amsterdam en Disneyland Paris spots hadden draaien op EXTRA 108.
Door een reorganisatie van de Amsterdamse FM-frequenties werd de overeenkomst tussen Stichting W.A.P.S. Radio en Salto door Salto opgezegd waarna later AT5 werd opgestart. De laatste uitzenddag van Extra 108 was 31 januari 1992.

## Format
Het format van Extra 108 was CHR volgens een voor die tijd zeer strak schema met een garantie op "minimaal 16 hits per uur".  Daarnaast was er elk uur nationaal, internationaal en Amsterdams nieuws te horen.  Alleen op zondagmiddag tussen 15.00 en 18.00 werd het vaste format aangepast voor De Amsterdamse Top 40.

## NieuwsNet
Het nieuws werd gemaakt door een eigen nieuwsdienst genaamd NieuwsNet met o.a. Jeroen Tjepkema, Henk Blok, Andre van Os, Wim van der Niet, Peter van Os, Liselot Thomassen, Onno Duyvené de Wit, Renee Postma, Anneloes den Haan, Anna-Carla Sprey, Annet Posthumus, Stephanie de Wal, Pieter Buijs, Maarten Bonnemaijers, Loek Lufting, Valerie Kierkels, Rikus Spithorst, Riri Venditti, Dick van Aalst, Henk-Jan Rutgers, Astrid Aarts, Babet van Lier, Martine Postma, Elisabeth Heijkoop, Mirjam van Gils, Jean-Paul Giraud, Judith Tromp, Helen Defares, Matthijs Kuijer en Stefan Doberitz. Via de uitzending van TV Extra werd ook reclame gemaakt voor NieuwsNet.

## DJ'S
De dj's op Extra 108 waren onder andere:
- Ad Roberts
- Allard Posthumus
- Anneloes den Haan
- Edwin Diergaarde
- Edwin Evers
- Edwin Ouwehand (als Edwin ter Velde)
- Ferry van Beek
- Floortje Dessing
- Floris van Steenis (als Michiel van Steenis)
- Fred Hendriks
- Gijs Staverman (als Peter van der Vlugt)
- Guido Tichelman
- Jan Palmer
- Jasper Faber
- Jeroen van Baaren
- Jesse Houk
- Jum Festen
- Jurgen Rijkers (als Jurgen van der Meer)
- Kees Stam (als Kees van Amstel)
- Maarten Alberda (als Maarten de Ruyter)
- Mark Bercht
- Menno Hidajattoellah (als Menno Boom)
- Nancy Duurland
- Ralph Heijneman
- Raoul ter Linden
- Raymond Balsink
- Rick van Velthuysen
- Rikus Spithorst (als Willy de Wit)
- Roel Koeners
- Ron van Aken
- Ron Schriek (als Ron Muller)
- Toine van Peperstraten (als Tom Dubois)
- Unico Glorie
- Uunco Cerfontaine
- Wessel van Diepen
- Wessel Vasen
- Wim Rigter

## De Amsterdamse Top 40
Elke zondagmiddag tussen 15.00 en 18.00 was op Extra 108 de Amsterdamse Top 40 te horen.
De lijst werd geheel volgens de regels officieel samengesteld door de Stichting Nederlandse Top 40.
Het programma werd gepresenteerd door Edwin Diergaarde en Floris van Steenis (incidenteel Ferry van Beek en Menno Boom) en geproduceerd door Marcel van Overmeeren. De eerste aflevering werd gepresenteerd door Lex Harding.

## Koninginnedag 1990
Op 30 april 1990 verzorgde EXTRA 108 live uitzendingen vanaf het Rembrandtplein. Hiervoor had men een grote podiumtruck gehuurd met een groot videoscherm. Gedurende de reguliere uitzendtijden verzorgden DJ’s als Raymond Balsink, Ron van Aken, Guido Tichelman en Floortje Dessing uitzendingen gelardeerd met live optredens van o.a. Girlstreet
Na het einde van de uitzending om 21:00 uur begon om 21:30 het groots gepromote concert van The Trammps dat werd gesponsord door Nescafé. Ter promotie van dit concert was al wekenlang op EXTRA 108 een spot te horen. Het Commissariaat voor de Media was van mening dat deze spot de reclameregels overtrad en had Salto, officieel de vergunninghouder en derhalve verantwoordelijk voor de uitzendingen, hiervoor reeds een berisping gegeven.

## TV Extra
Kortstondig had EXTRA 108 ook nog wekelijks tv-programma's gemaakt onder de naam TV Extra. De programmering bestond uit het uitzenden van clips die buiten beeld aan- en afgekondigd werden. Ook werd er in de TV uitzendingen reclame gemaakt voor EXTRA 108 zelf. Ook voor deze zendtijd moest er aan SALTO worden betaald en speelden dezelfde problemen qua financiering. Omdat het ook niet toegestaan was om op TV reclame te maken moest men creatieve oplossingen vinden. Het hardnekkige probleem van hondenpoep in Amsterdam bleek een mooi aangrijpingspunt. Het moet oplettende kijkers ongetwijfeld opgevallen zijn dat de grootste concentratie aan hondenpoep zich kennelijk bevond direct voor de ingang van filialen van de Nederlandsche Tapijt Unie. Door gebrek aan financiering, en omdat het niet mogelijk was om reclame uit te zenden, werden de uitzendingen na een paar maanden al gestaakt. In de laatste uitzending van TV Extra werd duidelijk gemaakt dat men het niet eens was met de manier waarop lokale televisie in Amsterdam werd gefinancierd

## Trivia
- Het studiodier was een kat genaamd Joep.

## Airchecks
- 28 December 1990 Flip Over Het Jaar 1990 met Jeroen van Inkel vanaf 36 minuten Kees van Amstel met avondshow 18-21 (gearchiveerd)
- Januari 1992 Anneloes Den Haan ochtendshow 9-12 (luister vanaf 21 minuten)